# Ska punk
Lo ska punk (chiamato anche ska core) è un genere musicale ibrido che coniuga essenzialmente lo ska con il punk rock. Più precisamente, il genere prese ispirazione dal movimento 2 tone ska della fine degli anni settanta e inizio anni ottanta, fondendolo con la velocità e l'aggressività del punk rock e hardcore punk. Questa corrente è da considerarsi come parte della "third wave ska" (terza ondata di ska).

## Storia

### Le origini
Negli anni settanta, buona parte delle periferie di Londra in cui emersero le prime punk rock band britanniche, erano popolate da immigrati giamaicani. Questo incontro tra culture portò inevitabilmente alla nascita di alcune forme musicali ibride, che mescolavano appunto le sonorità giamaicane con quelle del paese europeo. Nel Regno Unito infatti cominciò a svilupparsi un forte revival di musica giamaicana; il reggae e lo ska iniziarono a riemergere proprio durante l'epoca punk. Gruppi come Aswad, Steel Pulse, Matumbi e UB40 proposero una versione "occidentalizzata" della musica giamaicana, che pur risultando molto semplice e banale, ebbe la fortuna di trovare terreno fertile all'interno della scena musicale del periodo grazie alle tematiche di protesta comuni a quelle del punk politicizzato.

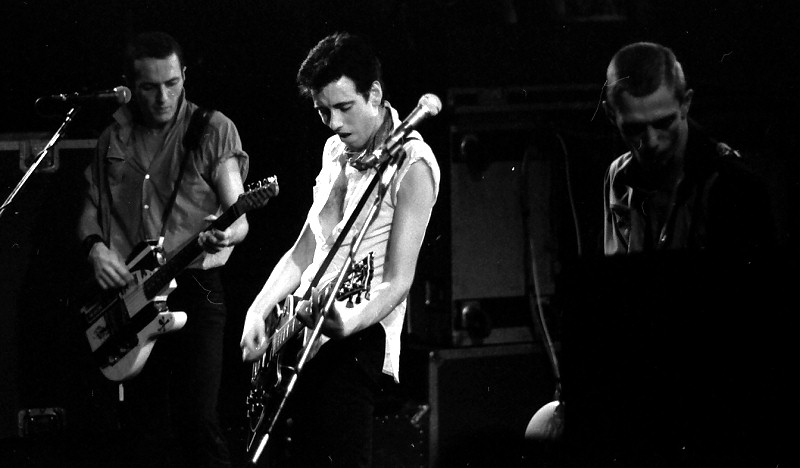
I Clash, uno dei massimi ispiratori dello ska punk.

Emblematica al riguardo fu la nascita del 2 tone ska, ovvero un revival dello ska sorto proprio nel Regno Unito sul finire degli anni 70, che mescolava lo ska con il punk rock. Gruppi 2 tone come i Madness, The Specials, The Selecter, ma anche formazioni punk rock come Clash, furono tra i primi a fondere nei loro album la musica nera come lo ska e reggae al rock, ed in particolare al punk rock. Vanno citati a proposito gli album London Calling (1979) e Sandinista! (1980) dei Clash, che si distinguevano dai precedenti per la presenza di elementi reggae, ska, dub o jazz tra gli altri.
Altri gruppi che seppero coniugare il punk con la musica giamaicana furono gli Stiff Little Fingers, che non a caso furono da alcuni definiti "i Clash irlandesi". Questi ultimi incisero nel debutto Inflammable Material (1979) la cover di Bob Marley "Johnny Was", mentre nel secondo Nobody's Heroes (1980) inclusero alcuni rifacimenti allo ska e al reggae come nel brano "Wait and See", oltre alla cover "Doesn't Make It All Right" della band 2 tone ska The Specials. Anche nel loro terzo disco, Go for It (1981), intitolarono il brano d'apertura "Roots Radicals Rockers and Reggae", un chiaro omaggio alla cultura giamaicana.

### Anni '80: La nascita
L'affinità tra la cultura degli immigrati giamaicani e la scena punk, permise in seguito la nascita dello ska punk. Il nuovo genere ibrido fondeva o alternava i ritmi dello ska giamaicano, o meglio il 2 tone, con le dure sonorità del punk rock, e talvolta con il sottogenere hardcore punk. Per certi versi era simile allo ska tradizionale, ma più veloce e pesante. Come nello ska delle origini, anche la sezione di fiati era spesso presente.
Lo ska punk comunque cominciò a definirsi appena verso la metà degli anni ottanta, venendo riconosciuto come parte della third wave ska revival (ska revival della terza ondata), così chiamata appunto perché simoboleggiava la nascita di una nuova tendenza ska a seguito delle prime due fasi: la "first wave" era lo ska giamaicano originale dei primi anni 60, la "second wave" rappresentava il primo revival, il britannico 2 tone, risalente alla fine degli anni 70 e primi 80. Tuttavia, lo ska punk rimase un fenomeno "underground" fino alla fine del decennio; l'unico gruppo che all'epoca riuscì ad ottenere una rilevante popolarità internazionale furono i Fishbone. Dalla fine degli anni ottanta lo ska punk cominciò a diffondersi e popolarizzarsi, proprio grazie alle emergenti band americane. Una tra le più rilevanti furono gli Operation Ivy, parte della leggendaria scena della "Gilman Street" a Berkeley, California. Il loro unico album, Energy (1989), si spinse oltre il punk rock, ispirandosi a sonorità ska e surf.

### Anni '90: La diffusione
Negli anni novanta, sulla scia della nuova ondata del punk revival, questa corrente iniziò a svilupparsi fortemente negli Stati Uniti, principalmente nella regione della California. La Bay Area di San Francisco fu uno degli epicentri di questa rivoluzione. Dalle ceneri degli Operation Ivy nacquero due gruppi: il loro chitarrista, Tim "Lint" Armstrong, formò i Rancid, i quali per primi contribuirono alla diffusione del genere su larga scala. Il loro debutto omonimo (1993), e soprattutto il secondo Let's Go (1994), camuffavano lo spirito ribelle dell'hardcore con un tocco di vivacità e buon umore, ritmi irresistibili e ritornelli accattivanti. Era essenzialmente la formula dei Clash riproposta alle nuove generazioni. Il successivo ...And Out Come the Wolves (1995) riuscì a raggiungere un pubblico ancora maggiore grazie ad un sound ulteriormente più mainstream. L'altro gruppo, i Dance Hall Crashers, vantavano due cantanti femminili e la sezione di ottoni, suonando uno stile più vivace ed energico che sembrava avere più punti in comune con i gruppi femminili degli anni sessanta che con l'hardcore dei '90, in particolare col disco Lockjaw (1995). Il successo commerciale arrivò anche con altri gruppi tra cui i Mighty Mighty Bosstones di Boston, i quali pubblicarono album divertenti come Question The Answers (1994), e i Less Than Jake dalla Florida, con l'esplosivo Pezcore (1994).
Los Angeles comunque divenne la capitale dello ska punk grazie ai Sublime di Bradley Nowell, con l'album riferimento 40 Oz. to Freedom (1992); i No Doubt si fecero notare con Tragic Kingdom (1995); i Voodoo Glow Skulls, con The Band Geek Mafia (1998). Tra i gruppi d'oltreoceano spiccavano i britannici Citizen Fish, nati dalle ceneri della anarcho punk band Subhumans, mentre nel resto d'Europa tra i più rappresentativi furono gli spagnoli Ska-P.